# Dhünn (rivier)
Dhünn is een rivier in Noordrijn-Westfalen, Duitsland.
De veertig kilometer lange rivier ontspringt op twee plaatsen.
De Große Dhünn ontspringt in de buurt van de plaatsen Peddenpohl en Ritzenhaufe in de gemeente Wipperfürth.
De Kleine Dhünn ontspringt bij Hückeswagen.
Beide rivieren komen samen in de Große Dhünntalsperre, een drinkwaterreservoir in het Rheinisch-Bergischer Kreis.
Daar vandaan loopt de rivier verder om in de Wupper uit te monden.
- Bibliothèque nationale de France: cb12386010c (data)
- Gemeinsame Normdatei: 4090749-1
- Virtual International Authority File: 242107761